# 장선재
장선재(1984년 12월 14일 ~ )는 대한민국의 자전거 경기 선수이다.